# 녹병
녹병(逯並, ? ~ ?) 또는 녹보(逯普)는 전한 말기 ~ 신나라의 관료이다.

## 행적
전한 원시 4년(4년), 기도위 녹병은 태복 왕운, 대홍려 염천, 대사도사직 진숭(陳崇), 수형도위 이흡, 중랑장 학당·사은(謝殷)·진봉(陳鳳)과 함께 부절·가절을 갖고 천하를 돌며 풍속을 관장하였다. 이때의 공로로 이듬해에 모두 열후에 봉해졌다.
거섭 2년(7년), 동군태수 적의가 왕망 타도를 내걸고 반란을 일으켰다. 왕망은 장작대장 녹병을 횡야장군(橫壄將軍)에 임명하여 무관(武關)에 주둔시켰다.
신 시건국 5년(13년), 동풍후(同風侯) 녹병은 은퇴한 공영의 뒤를 이어 대사마가 되었으나 이듬해에 일어난 일식의 책임을 물어 면직되었다.

## 출전
- 반고, 《한서》 권18 외척은택후표·권84 적방진전·권99중 왕망전 中

| 전임 사요 | 전한의 장작대장 5년? ~ ? | 후임 (전한 멸망) |

| 선대 (첫 봉건) | 전한의 몽향후 5년 윤월 정유일 ~ ? | 후대 (전한 멸망) |

| 전임 공영 | 신의 대사마 13년 ~ 14년 | 후임 묘흔 |

|  | 신의 동풍후 (13년 당시) | 후대 (불명) |